# Белявский, Юзеф (арабист)
Юзеф Белявский (1910—1997) — польский арабист, основатель кафедры арабистики Востоковедческого факультета Варшавского университета, переводчик Корана на польский язык. Основатель Ассоциации польско-арабской дружбы.

## Биография
Юзеф Белявский родился в деревне Стара-Весь Бжозувского гмина (Бжозувский повят, Подкарпатское воеводство).
В 1938 году окончил Ягеллонский университет. Изучал арабский, персидский и турецкий. Ученик Тадеуша Ковальского.

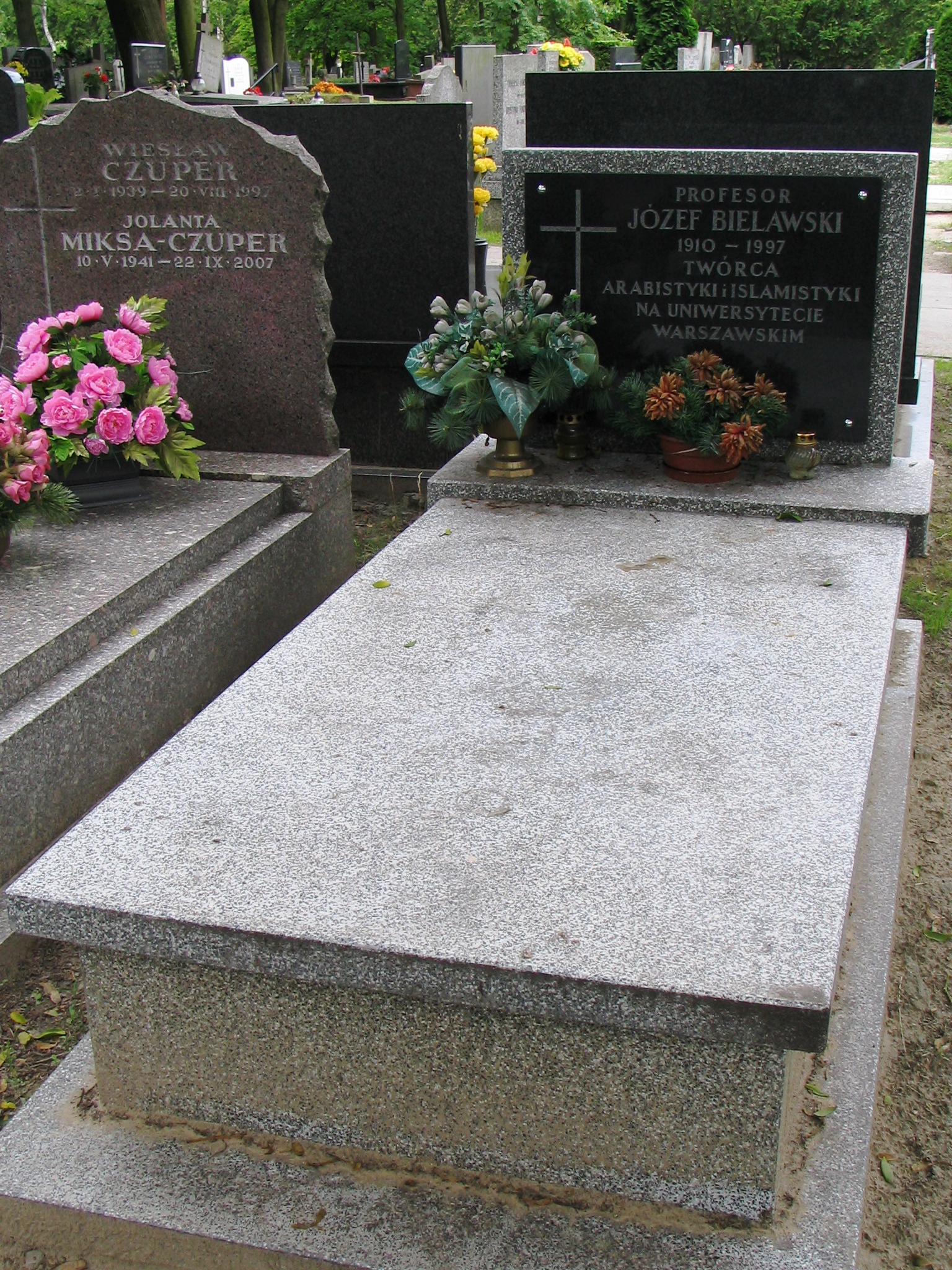

1948—1950 атташе по культуре Польского посольства в Турции.
С 1968 года профессор Варшавского университета.
С 1979 года член Иракской Академии наук.
Захоронен на кладбище «Воинское Повонзки».